# Sala Abravanel
La Sala Abravanel (en inglés: Abravanel Hall) es una sala de conciertos en Salt Lake City, en Utah, en el oeste de los Estados Unidos. Se trata del hogar de la Sinfónica de Utah, y es parte del Centro para las Artes del Condado de Salt Lake. La sala es un hito arquitectónico en la ciudad, y se encuentra junto a la Plaza del Templo y el Palacio Salt en la calle South Temple. La sala tiene capacidad para 2.811 espectadores. debe su nombre al director de orquesta Maurice Abravanel quien impulsó su construcción del cargo de director de la Orquesta Sinfónica de Utah.